# Monstrancja jasnogórska Augustyna Kordeckiego
Monstrancja jasnogórska Augustyna Kordeckiego (również Monstrancja Kordeckiego) – dzieło sztuki złotniczej okresu baroku, znajdujące się w zbiorach jasnogórskich, wykonane około 1672 w Warszawie, w pracowni Wacława Grottkego, na polecenie paulina ojca Augustyna Kordeckiego, jako wotum dziękczynne dla Matki Bożej za jej orędownictwo u swego Syna i ocalenie sanktuarium przed wojskami szwedzkimi króla Karola X Gustawa podczas oblężenia w 1655, sfinansowane z darów złożonych przez wiernych.

## Powstanie monstrancji
U schyłku swojego życia o. Augustyn Kordecki, będąc prowincjałem, podjął w porozumieniu z całym jasnogórskim konwentem decyzję – informuje o niej inskrypcja wotywna na stopie monstrancji – o ufundowaniu daru, by w ten sposób podziękować Opatrzności Bożej za pomyślny rozwój sytuacji podczas oblężenia przez Szwedów – ocalenie sanktuarium na Jasnej Górze od zniszczenia i grabieży. Zdecydowano, aby darem tym była okazała monstrancja. Nie są znane okoliczności przekazania jej na Jasną Górę, lecz można przypuszczać, że miały one uroczystą oprawę. Pomysłodawcą idei ikonograficznych mógł być jeden z paulinów lub o. Augustyn Kordecki. Koszt monstrancji oszacowano na 30.000 ówczesnych złotych polskich wypłaconych w złocie. Monstrancję wykonała w 1672 królewska pracownia złotnicza w Warszawie, pod kierunkiem złotnika królewskiego Wacława Grottkego.

## Opis monstrancji
Do wykonania monstrancji, oprócz barwnych emalii, zostały użyte następujące materiały szlachetne:
- złoto – 22 funty
- brylanty – 2366 sztuk[c]
- rubiny – 2208 sztuk
- szmaragdy – 81 sztuk
- szafiry – 30 sztuk
- perły – 214 sztuk

Parametry techniczne:
- ciężar – ponad 13 kg
- wysokość – 103 cm
- szerokość glorii – 44,5 cm
- stopa: długość – 35,7 cm i szerokość – 25,7 cm

## Charakterystyka
Monstrancja Kordeckiego jest monstrancją promienistą. Składa się z czterech części: stopy, trzonu, glorii i zwieńczenia.

### Stopa
Na stopie monstrancji, spełniającej rolę stojaka, umieszczono trybowane cztery sceny, rozmieszczając je symetrycznie: po dwie na końcach jej długości i szerokości. Sceny związane są z dwoma wątkami: ofiarą Chrystusa (Ofiara Abrahama i Pascha) i z ucztą paschalną (sceny: Eliasza na pustyni i Ostatniej Wieczerzy). 
W scenie Ofiara Abrahama ukazano  patriarchę Abrahama, trzymającego miecz w ręku i składającego swego syna Izaaka w ofierze Bogu, oraz anioła wskazującego mu, uwikłanego w cierniach baranka. Obraz ten nawiązuje do Chrystusa jako odkupiciela, ofiarowanego przez Boga Ojca. Baranek uwikłany w ciernie miał symbolizować Chrystusa.
Kolejna scena, związana z wątkiem ofiary Chrystusa, ukazuje święto Paschy. Porównywana jest do Eucharystii, jaką później sprawować będzie Kościół katolicki. Przygotowani do wyjścia z niewoli egipskiej Żydzi, zbierali się wokół stołu, na którym znajdowały się chleby i baranek paschalny.
W scenie Eliasz na pustyni (wątek paschalny) przedstawiono leżącego na pustyni Eliasza, niemal umierającego z głodu i pragnienia, który uciekł przed zemstą królowej Izebel, oraz stojącego i dotykającego go anioła, wskazującego na chleb i dzban. Scena ta nawiązuje do eucharystycznego chleba, ofiarowanego przez Chrystusa w czasie Ostatniej Wieczerzy. 

Ostatnia scena na stopie monstrancji przedstawia Chrystusa z Apostołami, zasiadającymi u stołu podczas Ostatniej Wieczerzy. Judasz w tej scenie wyobrażony jest z ręką w sakiewce, który jednocześnie depcze psa, co można zinterpretować słowami Chrystusa z Ewangelii św. Mateusza: 

Nie dawajcie psom tego, co święte. (Mt 7, 6).

Na odwrocie stopy znajduje się wygrawerowana łacińska inskrypcja wotywna o następującej treści: 

VERBO DEI INCARNATO/ Eius[que] Castissimae Parenti MARIAE / Solium hoc Christi Specie Panis velati/ Ex Clenodys Fidelim Diuae Claro Montanae Oblatis/ A/ Conuentu Clari Montis Czenstochouiensis Ord[inis] S[ancti] Pauli P[rimi] E[remitae]/ Ordinatum et Dicatum A[nno] Salutis 1672/ Administrante Prouinciam A[dmodum] R[everendo] P[at]re AUGUSTINO KORDECKI /R[everendo] P[at]re Stanislao Ligeza Priore et R[everendo] P[at]re Romualdo Dymalski Sacrista/ Fecit Wenceslaus Grottkau S[erenissimae] R[egis] M[aiesta] tis Aulicus/ Ciuis Varsauiensis/ F[ecit] P[etrus] L[asota].

### Trzon
Trzon (rączka) pełni w monstrancji rolę uchwytu. Składa się z kilku pierścieni dekorowanych kamieniami szlachetnymi, który stopniowo przechodzi w gruszkowaty nodus, czyli połączenie z kluczową częścią monstrancji, glorią. Jednocześnie jego znaczenie potęguje nawiązanie do pnia winnej latorośli, którą artysta przedstawił w glorii.

### Gloria
Gloria, czyli główna część monstrancji, składa się z owalnej, przeźroczystej zaszklonej puszki, zwanej reservaculum, do przechowywania świętej hostii, w której umieszczono półokrągły uchwyt na hostię zwany melchizedekiem, oraz otaczających ją ozdobnych promieni (stąd typ monstrancji – monstrancja promienista), w postaci złocistych listków. Takie prezentowanie hostii to nawiązanie do królewskiego tronu Chrystusa, którego blask podkreśla złoto jako najszlachetniejszy, najcenniejszy i błyszczący metal. Emanację części centralnej monstrancji podkreślają promienie na całym niemal obwodzie jako porównanie do blasku Słońca, który nawiązuje do ewangelicznej sceny Przemienienia Pańskiego, w której możemy odczytać słowa: 

Twarz Chrystusa zajaśniała jak Słońce. (Mt 17, 2).

 

Ponadto obecność gałązek winnej latorośli nawiązuje do słów Chrystusa, kiedy stwierdził: 

Ja jestem krzewem winnym, wy – latoroślami. (J 15, 5).

W dolnej części glorii umieszczono figurki Aarona i Dawida ze snopami pszenicy w ręku. Dobór tych postaci nie był przypadkowy, ponieważ nawiązują one symboliką do treści eucharystycznych, które obie postacie łączy snopek zboża, czyli pszenicy. Chleb wypiekany zaś z mąki pszenicy, należy zinterpretować jako symbol wskazujący na Chrystusa w ofierze mszy świętej oraz na cały Kościół, na które powoływał się m.in. Cyryl z Aleksandrii, pisząc: 

Jezus Chrystus jest jeden, ale złożony niczym snop zboża, ponieważ zawiera w sobie wszystkich wierzących w Niego połączonych szczególną więzią duchową.

Postacią po lewej stronie glorii (patrząc od frontu na monstrancję) jest Aaron, którego obecność tłumaczy scena z Mądrości Syracha: 

A chwałę Aarona powiększył i dał mu dziedzictwo, przydzielił mu ofiarę z pierwocin, przede wszystkim przygotował chleba w obfitości. Bo przecież spożywają oni ofiary Pana, które dał jemu i jego potomstwu (Syr 45, 20-21).

Drugą postacią (po prawej stronie glorii) jest król Dawid, z koroną na głowie odziany w galowy płaszcz gronostajowy ze snopem na ramieniu. Obecność jego tłumaczy rodowód Chrystusa przekazany na początku Ewangelii św. Mateusza (Mt 1, 6). Snop na ramieniu odwołuje się do znajdującej się w tym rodowodowym ciągu postaci Rut, która zbierała kłosy na polu Booza (Rt 2, 2-4; Rt 4, 13-22).

### Zwieńczenie
Monstrancję zwieńcza królewska korona ze sferą i krzyżem, w którą zatknięty jest krucyfiks z postacią Ukrzyżowanego Chrystusa. Poniżej korony znajdują się dwie postacie aniołów, które podtrzymują monogram Chrystusa IHS.

## Informacje dodatkowe
- Monstrancja Kordeckiego została przedstawiona na olejnym obrazie znajdującym się w Arsenale (ściana tylna) częstochowskiego artysty Aleksandra Markowskiego pt. W środku nocy z 1984 o wymiarach 380 × 520 cm, znajdując się tam po lewej stronie stylizowanego wizerunku Matki Boskiej Częstochowskiej[7].
- Monstrancja Kordeckiego została po raz pierwszy przewieziona w 2019 poza Jasną Górę – na Zamek Królewski w Warszawie, gdzie była w okresie od 29 maja do 4 sierpnia eksponowana na zorganizowanej specjalnej, unikalnej wystawie klejnotów i sztuki pod nazwą „Rządzić i olśniewać. Klejnoty i jubilerstwo w Polsce z XVI i XVII wieku”[8].